# 九斿增三
波江座62，又名BD-05 1091，HD 31512、SAO 131614、HR 1582，是波江座的一颗恒星，视星等为5.51，位于銀經203.93，銀緯-27.88，其B1900.0坐标为赤經4h 51m 28.6s，赤緯-5° -27.88′ 46″。